# Una vita venduta
Una vita venduta è un film del 1976 diretto da Aldo Florio.
Il film, ispirato al racconto L'antimonio dello scrittore Leonardo Sciascia, con colonna sonora composta da Ennio Morricone, è ambientato nel contesto della guerra civile spagnola.

## Trama
Durante la guerra civile spagnola, due soldati italiani, i siciliani Michele e Luigi, membri della divisione fascista "Dio lo vuole" del Corpo Truppe Volontarie italiano si conoscono a Malaga. Diversi d'animo, i due sono stati anche guidati da ragioni assai diverse nell'arruolarsi: Michele, che ha scelto la vita militare per sfuggire alla povertà e non tornare a lavorare alla miniera di zolfo, e combattendo intende mettere da parte i soldi per l'acquisto di un campicello da coltivare; Luigi, invece, aspira soltanto a trovare il modo di raggiungere gli Stati Uniti d'America ove risiede la sua famiglia.
Mentre nel corso della guerra Michele apre gli occhi sugli orrori dello scontro fratricida e recupera un minimo di coscienza, Luigi passa dall'opportunismo al collaborazionismo.

## Riconoscimenti
- Laceno d'oro
  - Miglior regista